# Edwardsina bubalus
Edwardsina bubalus är en tvåvingeart som beskrevs av Peter Zwick 1977. Edwardsina bubalus ingår i släktet Edwardsina och familjen Blephariceridae. Inga underarter finns listade i Catalogue of Life.